# غودليفر غورديان
غودليفر غورديان (بالإنجليزية: Godliver Gordian)‏، هي مُمثلة تنزانية.

## وصلات خارجية
- غودليفر غورديان على موقع IMDb (الإنجليزية)